# Phanerotoma kotenkoi
Phanerotoma kotenkoi är en stekelart som beskrevs av Vladimir Ivanovich Tobias 2000. Phanerotoma kotenkoi ingår i släktet Phanerotoma och familjen bracksteklar. Inga underarter finns listade i Catalogue of Life.